# UAE Cup
Pour les articles homonymes, voir UAE.
L'UAE Cup est une course cycliste d'un jour créée en 2015 et se tenant en octobre aux Émirats arabes unis. Elle fait partie de l'UCI Asia Tour et est classée en catégorie 1.2. Dès 2016, l'épreuve apparait au calendrier UCI Asia Tour en catégorie 1.1.

## Palmarès
| Année | Vainqueur      | Deuxième       | Troisième         |
| ----- | -------------- | -------------- | ----------------- |
| 2015  | Maher Hasnaoui | Soufiane Haddi | Essaïd Abelouache |
| 2016  | Siarhei Papok  | Andrea Palini  | Jon Aberasturi    |